# Brittany O’Grady
Brittany O'Grady (ur. 2 czerwca 1996 w hrabstwie Arlington) – amerykańska aktorka i piosenkarka.

## Życiorys
Brittany urodziła się 2 czerwca 1996 roku. Jej ojciec, Mike, jest z pochodzenia Irlandczykiem. Jej matka, Monique, jest kreolką z Luizjany.

## Kariera
Brittany pojawiła się w kilku programach telewizyjnych. W 2016 roku otrzymała rolę Simone Davis w amerykańskim dramacie muzycznym Star. Była jej to pierwsza główna rola. W 2019 roku otrzymała główne role w produkcjach filmowych: Poza podejrzeniem jako Georgia Beale i Czarne święta jako Jesse. W 2021 roku O'Grady otrzymała jedną z głównych ról w pierwszym sezonie serialu produkcji HBO pt. Biały Lotos. W tym samym roku wystąpiła w teledysku piosenki Kygo pt. „Love Me Now”. W 2023 roku wystąpiła w serialu Konsultant, w którym wcieliła się w rolę Elaine Hayman.

## Życie prywatne
Brittany jest w związku z Benem Huyardem od 2015 roku, a 10 września 2022 roku wzięli ślub. Jej współpracowniczki z serialu Star, Jude Demorest, Ryan Destiny i Amiyah Scott, były jej druhnami.

## Filmografia

### Filmy
| Rok  | Tytuł                    | Tytuł oryginalny              | Rola                  | Źr.    |
| ---- | ------------------------ | ----------------------------- | --------------------- | ------ |
| 2019 | Poza podejrzeniem        | Above Suspicion               | Georgia Beale         | [ 9 ]  |
| 2019 | Czarne święta            | Black Christmas               | Jesse Bolton-Sinclair | [ 10 ] |
| 2023 | Czasem myślę o umieraniu | Sometimes I Think About Dying | Sophie                | [ 17 ] |
| 2024 | Liczy się wnętrze        | It’s What’s Inside            | Shelby                | [ 18 ] |

### Seriale
| Rok       | Tytuł         | Tytuł oryginalny | Rola                   | Uwaga                              | Źr.    |
| --------- | ------------- | ---------------- | ---------------------- | ---------------------------------- | ------ |
| 2014      | Żona na pokaz | Trophy Wife      | Nastolatka             | Odcinek 12 "Dyscyplina"            | [ 19 ] |
| 2015      | Nocna zmiana  | The Night Shift  | Alicia                 | Odcinek 1, sezon 2 "Recovery"      | [ 20 ] |
| 2015      | Posłańcy      | The Messengers   | Nadia Garcia           | 11 odcinków                        | [ 21 ] |
| 2016–2019 | Star          | Star             | Simone Davis           | Rola główna                        | [ 7 ]  |
| 2020      | Jej głos      | Little Voice     | Bess                   | Rola główna                        | [ 22 ] |
| 2021      | Biały Lotos   | The White Lotus  | Paula                  | Rola główna w pierwszym sezonie    | [ 11 ] |
| 2023      | Konsultant    | The Consultant   | Elaine                 | Rola główna                        | [ 13 ] |
| 2024      | Elsbeth       | Elsbeth          | Mackenzie "Mac" Altman | Odcinek 3, sezon 2 "Devil's Night" | [ 23 ] |